# 中八路359号别墅
29°33′38.5″N 115°58′27″E / 29.560694°N 115.97417°E
中八路359号别墅位于中国江西省庐山牯岭东谷中八路359号，1996年被列为全国重点文物保护单位。
中八路359号别墅原称美国威廉姆斯别墅，是1902年美国“北长老会”传教士威廉姆斯（John Elias Williams，中文名文怀恩）建造的。1932年3月被熊式辉买下，30年代国民政府曾多次在此开会。1959年中共八届八中全会和1961年中央工作会议期间，朱德在此居住。1970年中共九届二中全会期间，陈伯达在此居住。
别墅依山而建，坐东朝西，共两层，建筑面积856平方米，是庐山近代别墅群中面积最大的一幢，庭院面积4878平方米。墙体由毛石砌成，石缝以水泥勾缝。